# Pseudonapomyza fabulosa
Pseudonapomyza fabulosa är en tvåvingeart som beskrevs av Spencer 1966. Pseudonapomyza fabulosa ingår i släktet Pseudonapomyza och familjen minerarflugor. Inga underarter finns listade i Catalogue of Life.